# Caxias do Sul (gemeente)
Caxias do Sul is een stad en gemeente in de Braziliaanse staat Rio Grande do Sul, het is de op een na grootste stad van Rio Grande do Sul. Het is gesticht in 1890 door Italiaanse immigranten. De stad is goed voor ongeveer 5,83% van het bbp van Rio Grande do Sul dankzij de aanwezigheid van meer dan 6.500 bedrijven.

## Aangrenzende gemeenten
De gemeente grenst aan Campestre da Serra, Canela, Farroupilha, Flores da Cunha, Gramado, Monte Alegre dos Campos, Nova Petrópolis, São Francisco de Paula, São Marcos en Vale Real.

## Verkeer en vervoer
De plaats ligt aan de wegen BR-116, BR-453, RS-122 en RS-230.

## Sport
EC Juventude en SER Caxias do Sul zijn de belangrijkste voetbalclubs van Caxias do Sul.

## Geboren
- Alex Telles (1992), voetballer